# Lago de Vã
O lago de Vã ou Vane (em turco: Van Gölü; em curdo: Gola Wanê; em arménio: Վանա լիճ; romaniz.: Vana Lič) é o maior lago da Turquia. Fica na parte oriental do país, no Curdistão, próximo à fronteira iraniana. É também um dos maiores lagos endorreicos do mundo. É um lago salgado e alcalino, que recebe água de numerosos pequenos riachos que descem das montanhas circundantes. É endorreico, porque a antiga saída de águas ficou bloqueada por uma erupção vulcânica.

## Ligações externas

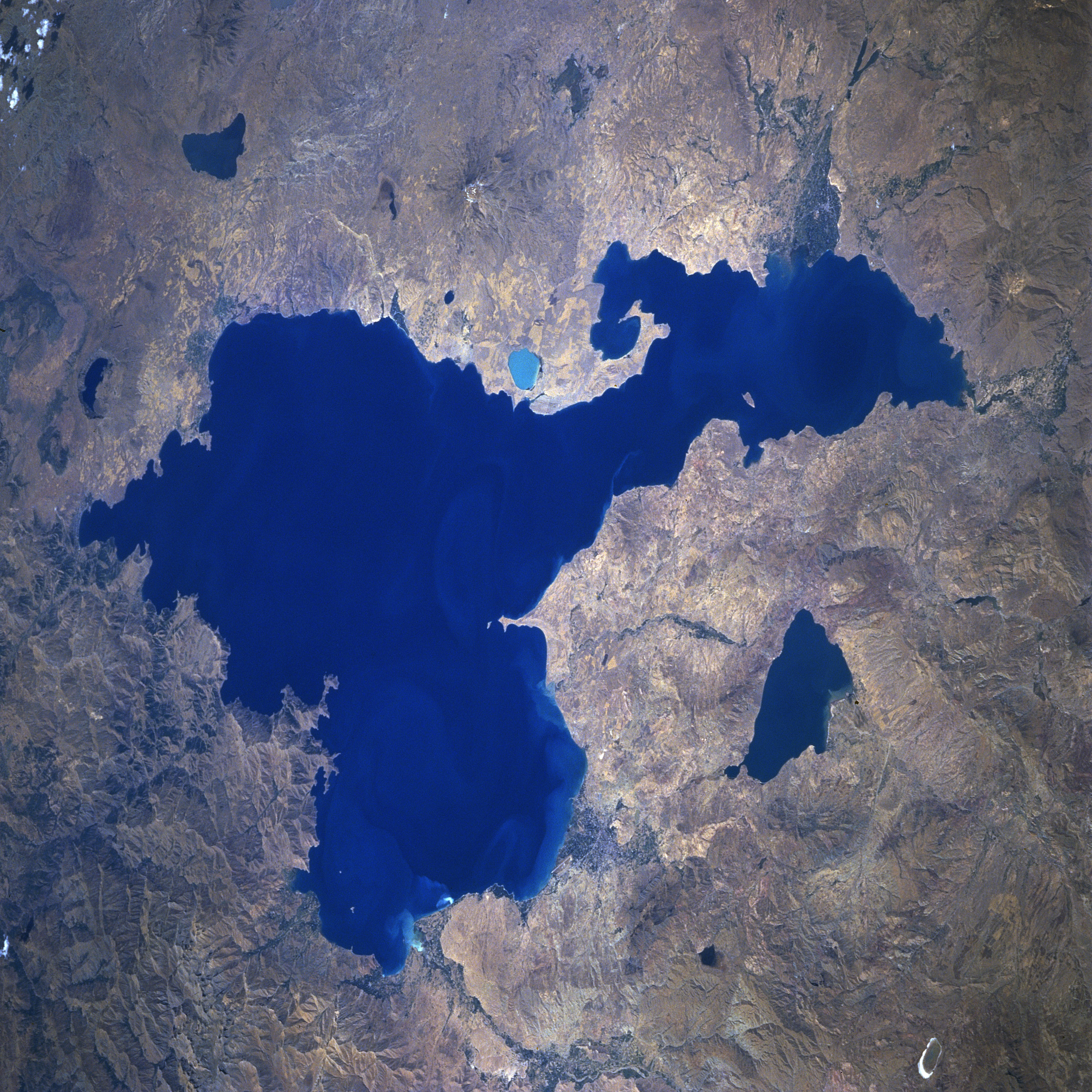
Fotografia de satélite do lago em 1996. O topo da imagem corresponde aproximadamente a noroeste.